# Moçambique vid världsmästerskapen i simsport 2024
Moçambique tävlade vid världsmästerskapen i simsport 2024 i Doha i Qatar mellan den 2 och 18 februari 2024. Moçambique hade en trupp på fyra idrottare, varav två kvinnor och två män.

## Tävlande per sport
Följande är en lista över antalet tävlande per sport.
| Sport   | Herrar | Damer | Totalt |
| ------- | ------ | ----- | ------ |
| Simning | 2      | 2     | 4      |
| Totalt  | 2      | 2     | 4      |

## Simning
Herrar
| Idrottare        | Gren           | Heat    | Heat      | Semifinal        | Semifinal        | Final            | Final            |
| Idrottare        | Gren           | Tid     | Placering | Tid              | Placering        | Tid              | Placering        |
| ---------------- | -------------- | ------- | --------- | ---------------- | ---------------- | ---------------- | ---------------- |
| Matthew Lawrence | 50 m bröstsim  | 29,01   | 41        | Gick inte vidare | Gick inte vidare | Gick inte vidare | Gick inte vidare |
| Matthew Lawrence | 100 m bröstsim | 1.04,75 | 57        | Gick inte vidare | Gick inte vidare | Gick inte vidare | Gick inte vidare |
| Caio Lobo        | 200 m bröstsim | 2.29,27 | 34        | Gick inte vidare | Gick inte vidare | Gick inte vidare | Gick inte vidare |
| Caio Lobo        | 200 m medley   | 2.15,55 | 37        | Gick inte vidare | Gick inte vidare | Gick inte vidare | Gick inte vidare |

Damer
| Idrottare      | Gren           | Heat    | Heat      | Semifinal        | Semifinal        | Final            | Final            |
| Idrottare      | Gren           | Tid     | Placering | Tid              | Placering        | Tid              | Placering        |
| -------------- | -------------- | ------- | --------- | ---------------- | ---------------- | ---------------- | ---------------- |
| Alicia Mateus  | 50 m frisim    | 30,02   | 85        | Gick inte vidare | Gick inte vidare | Gick inte vidare | Gick inte vidare |
| Alicia Mateus  | 100 m frisim   | 1.05,53 | 70        | Gick inte vidare | Gick inte vidare | Gick inte vidare | Gick inte vidare |
| Denise Donelli | 50 m ryggsim   | 32,21   | 47        | Gick inte vidare | Gick inte vidare | Gick inte vidare | Gick inte vidare |
| Denise Donelli | 50 m fjärilsim | 30,69   | 46        | Gick inte vidare | Gick inte vidare | Gick inte vidare | Gick inte vidare |